# Новый Кеновай
Новый Кеновай — деревня в Красногорском районе Удмуртской республики.

## География
Находится в северо-западной части Удмуртии на расстоянии приблизительно 1 км на юг по прямой от районного центра села Красногорское.

## История
Известна с 1932 года как хутор Кеновай, с 1939 года деревня Новый Кеновай. До 2021 года входила в состав Агрикольского сельского поселения.

## Население
Постоянное население составляло 2 человека в 2002 году (русские 100 %), 1 в 2012.